# Spitfire (filme)
Spitfire é um filme estadunidense de 1934, do gênero drama, dirigido por John Cromwell. Baseado em uma peça encenada na Broadway.

## Elenco
- Katharine Hepburn ...  Trigger Hicks
- Robert Young      ...  John Stafford
- Ralph Bellamy     ...  George Fleetwood
- Martha Sleeper    ...  Eleanor Stafford